# الرافضية
الرافضية منطقة في جنوب مركز قضاء الزبير في غرب محافظة البصرة جنوب العراق، قيل إن المسافة بينها وبين بلدة الزبير ميلان، وكان فيها شجر أثل ونخيل، وكانت مشتىً لنقيب البصرة ولكبار رجالها، وفي قضاء الزبير مقاطعة رقم 18 الرافضية والضليعات مساحتها 51360 دونماً عراقياً، والرافضية الغربية رقم 5، مساحتها 11720 دونماً.